# إيثان ميتشل
إيثان ميتشل (بالإنجليزية: Ethan Mitchell) كان دراج نيوزلندي سابق في صنف سباق الدراجات على المضمار. سبق أن شارك في دورة الألعاب الأولمبية الصيفية وفاز بميدالية أولمبية. حقق أيضا ميدالية في دورة ألعاب الكومنولث.

## سجل النتائج

### سباقات أو مراحل فاز بها
- طواف فرنسا
- طواف إسبانيا
- طواف سويسرا
- طواف إيطاليا

## الميداليات
| الميدالية | المسابقة                               |
| --------- | -------------------------------------- |
| ذهبية     | بطولة العالم للدراجات على المضمار 2014 |
| فضية      | بطولة العالم للدراجات على المضمار 2013 |
| فضية      | بطولة العالم للدراجات على المضمار 2015 |
| ذهبية     | دورة ألعاب الكومنولث 2014              |

## روابط خارجية
- إيثان ميتشل على موقع الاتحاد الدولي للدراجات (الإنجليزية)
- إيثان ميتشل على موقع أرشيف الدراجات (الإنجليزية)
- إيثان ميتشل على موقع CycleBase (الإنجليزية)
- إيثان ميتشل على موقع أوليمبيديا (الإنجليزية)
- إيثان ميتشل على موقع اللجنة الأولمبية النيوزيلندية (الإنجليزية)
- إيثان ميتشل على موقع اتحاد ألعاب الكومنولث (مؤرشف) (الإنجليزية)